# RealSpace
RealSpace ist eine 3D-Grafik-Engine, die von der Firma Origin für das Spiel Strike Commander entwickelt wurde. Eine überarbeitete Version kam später in Pacific Strike sowie Wings of Glory zum Einsatz.

## Beschreibung
Die Engine war für den Einsatz in einer Flugsimulation entwickelt worden, der Schwerpunkt lag in einer möglichst detailgetreuen Darstellung der Umwelt.
RealSpace war in der Lage, texturierte Oberflächen mit Farbverläufen darzustellen. Weiterhin wurden die Flugzeuge mit Gouraud-Schattierung versehen, was bestimmte Konturen runder erscheinen ließ. Sämtliche Flugzeuge, sowie Panzer und Schiffe, waren texturiert.
Manko der Engine waren die für damalige Verhältnisse recht hohen Hardwareanforderungen:
Für alle Details bedurfte es eines 80486DX, besser eines 80486DX2 mit 66 MHz und mindestens 4 MB (empfohlen 8 MB) RAM.
Da der ursprüngliche Quelltext von Strike Commander und der RealSpace-Engine bei der Schließung von Origin wahrscheinlich verloren gegangen war, und deswegen keinerlei Support oder Portierung existiert oder zu erwarten ist (Abandonware), wurde 2013 ein Reverse Engineering Projekt mit einer rekonstruierten Variante des Quelltextes von Fabien Sanglard auf Github verfügbar gemacht.